# Camila Griggs
Pour les articles homonymes, voir Camila et Griggs.
Camila Griggs, née le 15 février 1959 à Stockton en Californie, est une actrice américaine. 

## Filmographie
- 1982 : Magnum, P.I. (série télévisée)
- 1982 : Forced Vengeance : Joy Paschal
- 1989 : Alien Nation (série télévisée) : Letitia Rosario
- 1991 : Shannon's Deal (série télévisée) : Margie
- 1991 : The Forfeit
- 1994 : Bar Girls : J.R.
- 1997 : Melrose Place (série télévisée) : détective Walker
- 1998 : Buffy contre les vampires (série télévisée) : la professeure de gymnastique
- 1999 : L.A. Doctors (série télévisée)
- 1999 : Crusade (série télévisée) : l'agent de sécurité